# Mirror Mirror (4Minute)
Mirror Mirror è il secondo singolo estratto dal loro primo album 4Minutes Left.

## Il disco
Il brano è stato pubblicato nell'album "4Minutes Left". Il singolo è stato promosso con la pubblicazione di singoli teaser in cui ogni membro si trova ad affrontare uno specchio che riflette su se stessi e gli occhiolini sono stati chiamati Ruba 20. Il video full length è stato pubblicato il 5 aprile 2011.
La canzone è stata scritta e composta da ShinSaDong Tiger & Blue Magic.

## Esibizioni dal vivo
La band ha avuto la prima presentazione di "Mirror Mirror", nel mese di aprile. È stata presentata con il singolo "Heart to Heart", è stata eseguita anche su M di Mnet! Countdown,  Inkigayo, Music Bank, Musica Core e molti altri.

## Tracce
1. 4Minutes Left
2. Mirror Mirror
3. Heart to Heart
4. Mirror Mirror (remix)

## Classifiche
| Classifica                 | Posizione massima |
| -------------------------- | ----------------- |
| Gaon Digital chart         | 2                 |
| Gaon Streaming chart       | 1                 |
| Gaon Download chart        | 4                 |
| Gaon BGM chart             | 1                 |
| Gaon Mobile Ringtone chart | 1                 |